# Artisanat et arts populaires dans l'État de Mexico

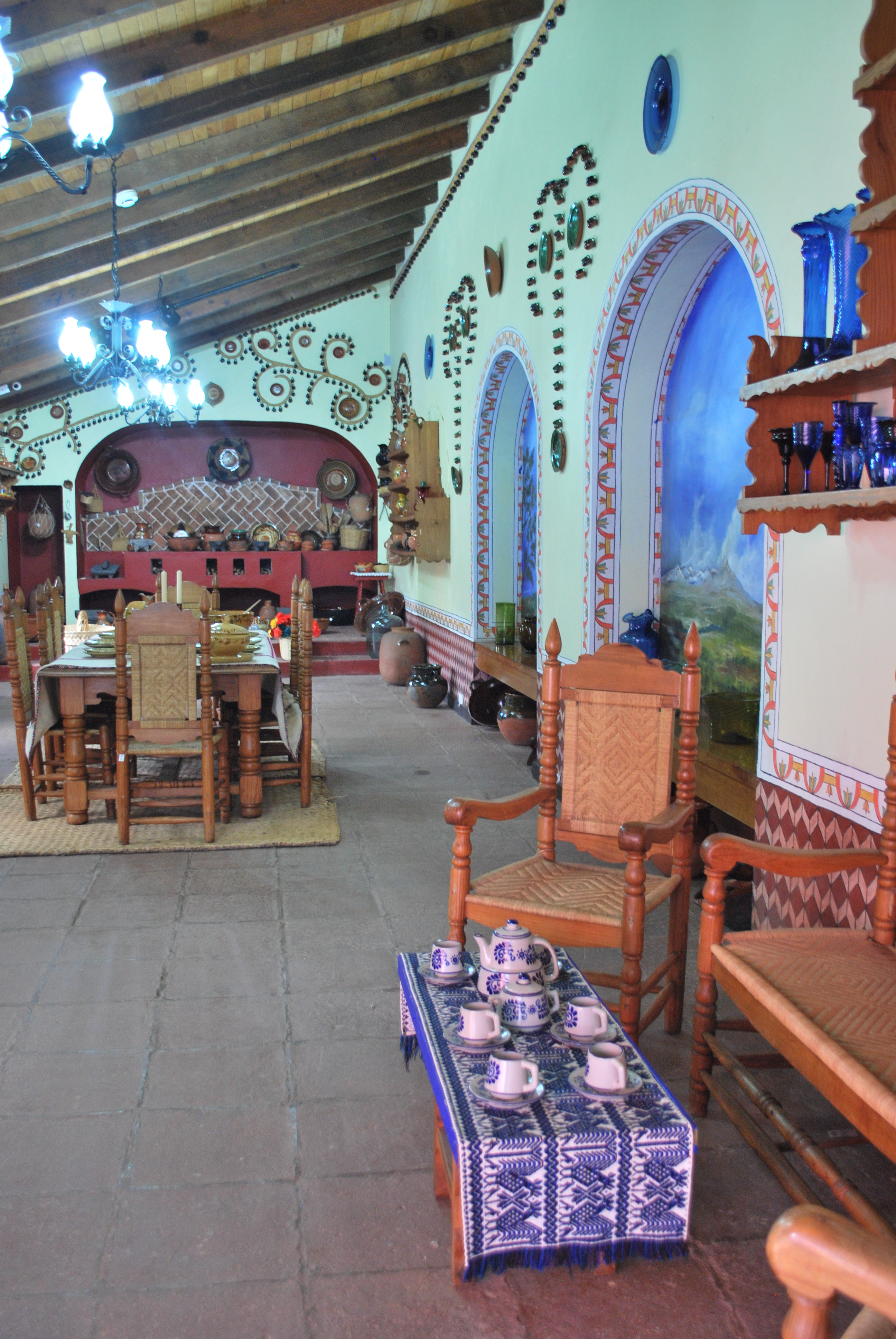
Une des salles d'exposition du Museo de las Culturas Populares de Toluca.

L’artisanat et les arts populaires de l'État de Mexico recouvrent divers types d'articles artisanaux. Bien que ce territoire ne soit pas aussi bien documenté que le travail d'autres États, il s'y produit un certain nombre d'objets remarquables comme la poterie de Metepec, l'orfèvrerie du peuple Mazahua et divers textiles, dont des sarapes et des rebozos tissés à la main et des tapis noués. Il y a dix-sept traditions artisanales reconnues dans l'état, dont celles d'origine préhispanique et celles apportées par les Espagnols après la conquête. Avec l'industrialisation de l'état et l'augmentation de la concurrence des produits moins chers, la production artisanale diminue. Toutefois, un certain nombre d'organismes d'État s'efforcent de promouvoir ces traditions à l'intérieur et à l'extérieur du Mexique.

## Types d'artisanat

### Poterie

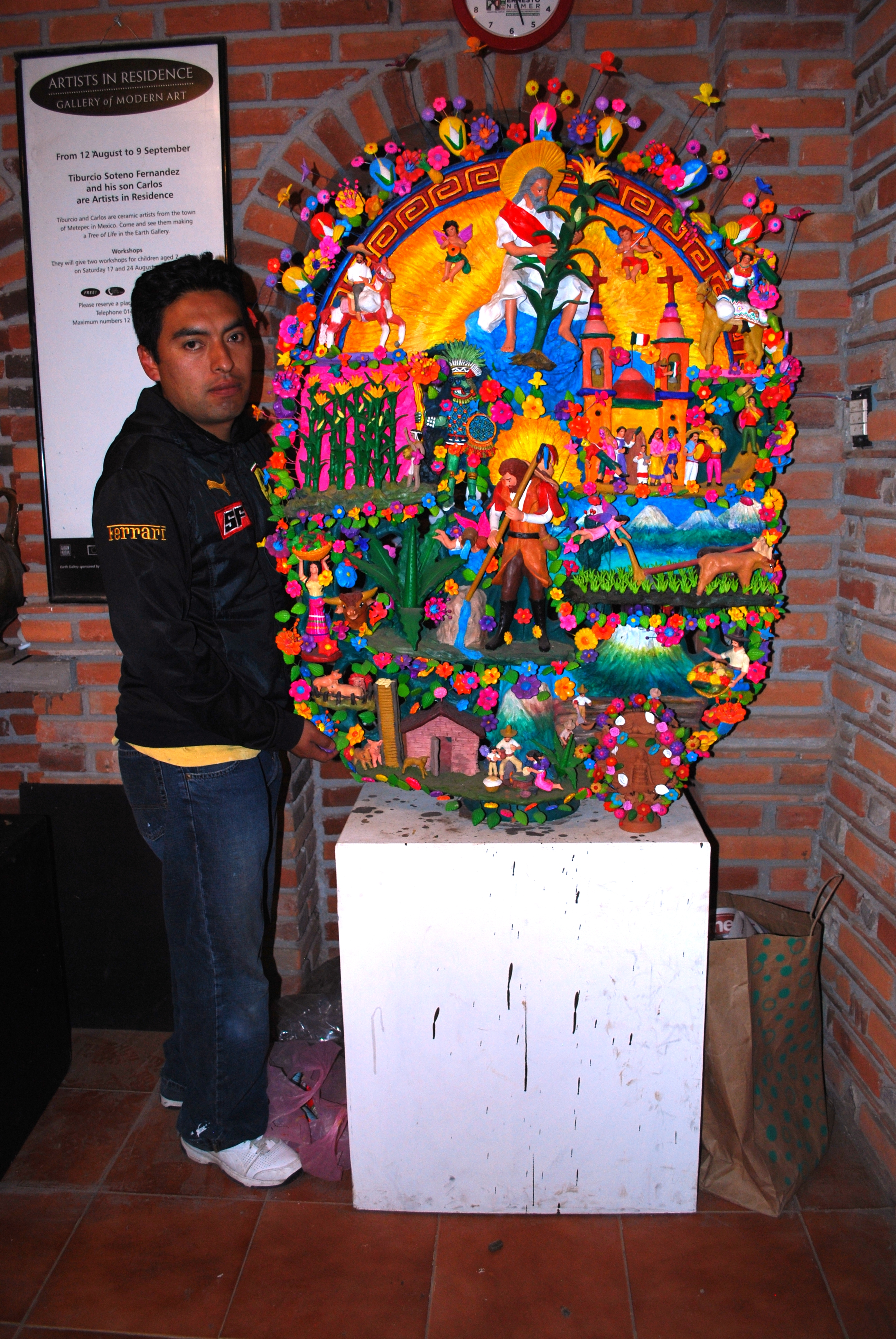
Carlos Soteno avec une de ses œuvres à l'atelier Metepec de la famille au Mexique.

La poterie est l'artisanat le plus répandu et demeure une activité économique importante, bien que la plupart soient encore produits de manière traditionnelle, avec peu de modernisation ou d'industrialisation dans la technique,. Les centres de poterie comprennent Metepec, Tecomatepec, Valle de Bravo, Texcoco, Cuauhtitlan et Almoloya de Juárez, et les produits courants sont la vaisselle, les tasses, les objets décoratifs et les miniatures, comme les plats jouets,. Valle de Bravo réalise des ensembles de plats et d'autres pièces en argile brune émaillée, et Texcoco crée des reproductions de pièces préhispaniques ainsi que des pièces plus récentes basées sur les anciens modèles. Tecomatepec est reconnu pour la production de bocaux pour servir le pulque.

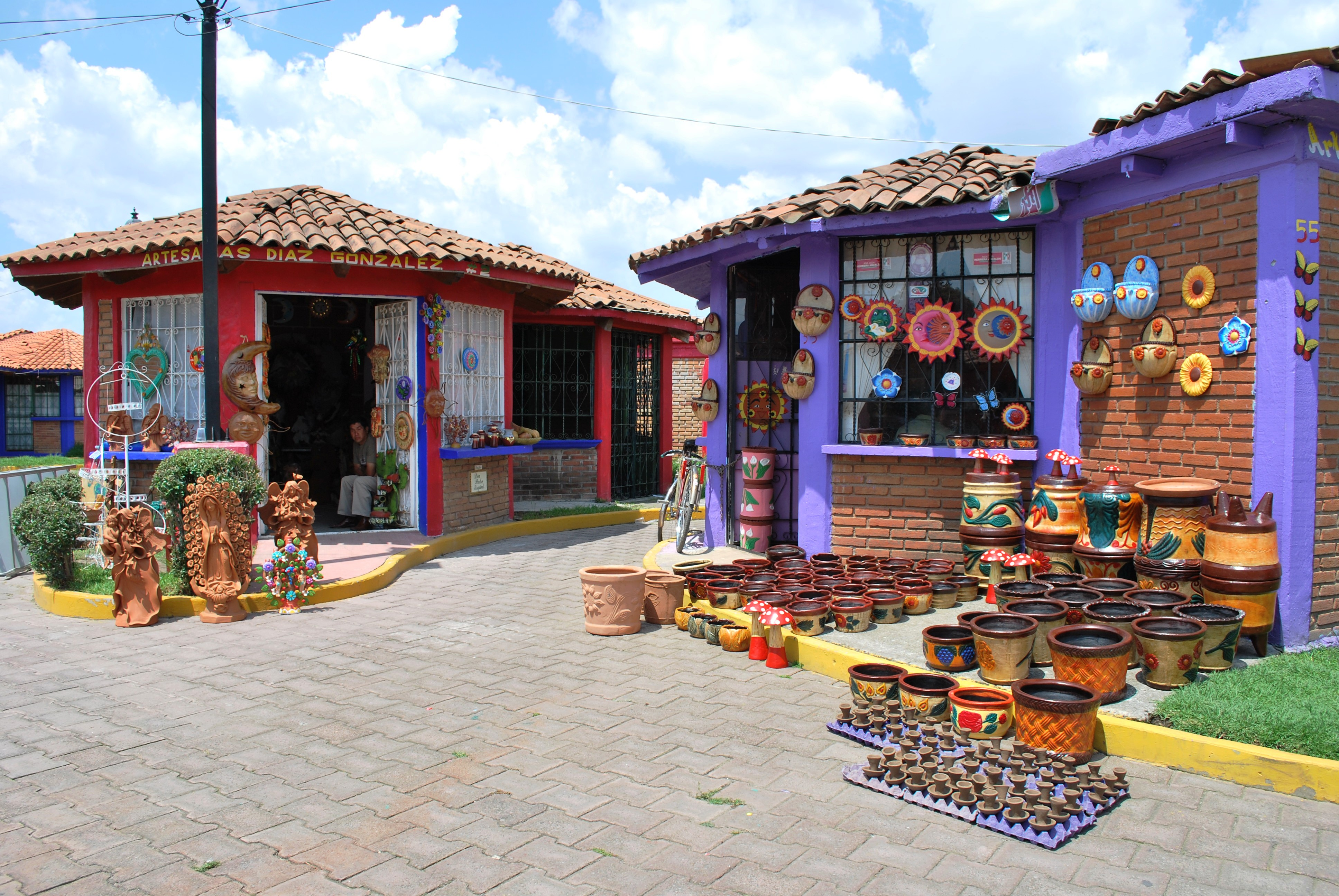
Shops with various pottery crafts in Metepec

Metepec est le principal centre de poterie de l'état, avec une production qui se distingue par sa variété et son art, qui évolue lentement depuis la période coloniale,. Bien que faisant partie de la zone métropolitaine de Toluca, le centre de cette municipalité conserve son atmosphère de petite ville, avec des magasins d'artisanat et des stands dans les rues près de l'église paroissiale San Juan Bautista. La municipalité compte plus de 300 artisans et 270 familles qui se consacrent d'une façon ou d'une autre à cette industrie, qui est sa principale activité économique. La plupart des poteries produites sont des produits émaillés courants pour un usage quotidien tels que les grands pots, les assiettes et les casseroles, souvent avec une glaçure bleue, verte ou jaune,. Cependant, la municipalité est plus connue pour ses pièces décoratives, généralement des tempuras non émaillées et peintes dans des couleurs vives et contrastées,. Il s'agit d'objets tels que des pièces de crèche, des figurines de chevaux, des plaques de soleil (accrochées à l'extérieur des maisons) et des sirènes, mais la pièce décorative la plus remarquable est appelée « arbre de la vie »,. On dirait des candélabres qui manquent de place pour mettre des bougies. Traditionnellement ceux-ci sont faits comme allégories pour l'histoire d'Adam et Ève dans le jardin d'Éden, et ceux-ci continuent à être faits,. Plus récemment, des arbres avec d'autres thèmes sont apparus dont le Jour des Morts, la poterie et plus encore. Il s'agit de pièces à feu bas, et la plupart sont petites, pas plus de trente centimètres de hauteur, mais des versions monumentales sont également réalisées, comme celle qui fait partie de la collection des musées du Vatican,. La plupart sont également peints dans des couleurs vives comme le magenta, le rouge, le bleu, le jaune, le vert, l'orange et le violet, mais certains ne sont pas peints. En 2009, le style Metepec est légalement protégé des imitations par l'appellation d'origine.

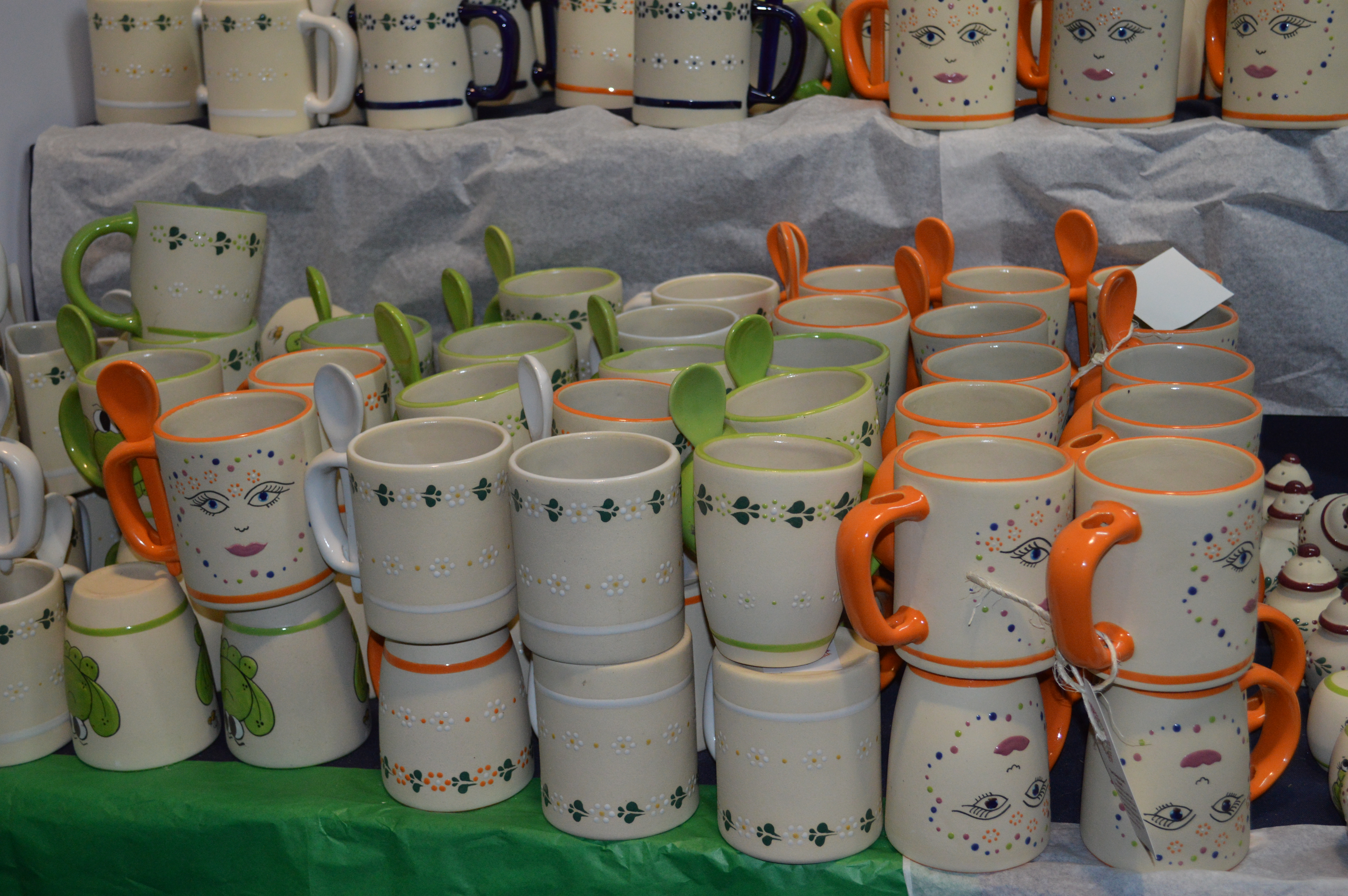
Marchandises de Temascalcingo

Temascalcingo fabrique de la marchandise à haut feu, un artisanat introduit pendant le mandat du gouverneur de l'époque, Carlos Hank Gonzalez, pour moderniser la production. Il se distingue par une décoration en bleu cobalt, basée sur des motifs traditionnels. Dans la communauté de Santa María Canchesda de cette municipalité, huit artisans, dont deux Mazahua, travaillent à la fabrication de céramiques à feu vif telles que des services à thé, des verres à shot pour la tequila, des bols, des pots à fleurs, des porte-serviettes, des coupes à fruits, des figures décoratives, des pieds de lampes et plus encore.

### Textiles

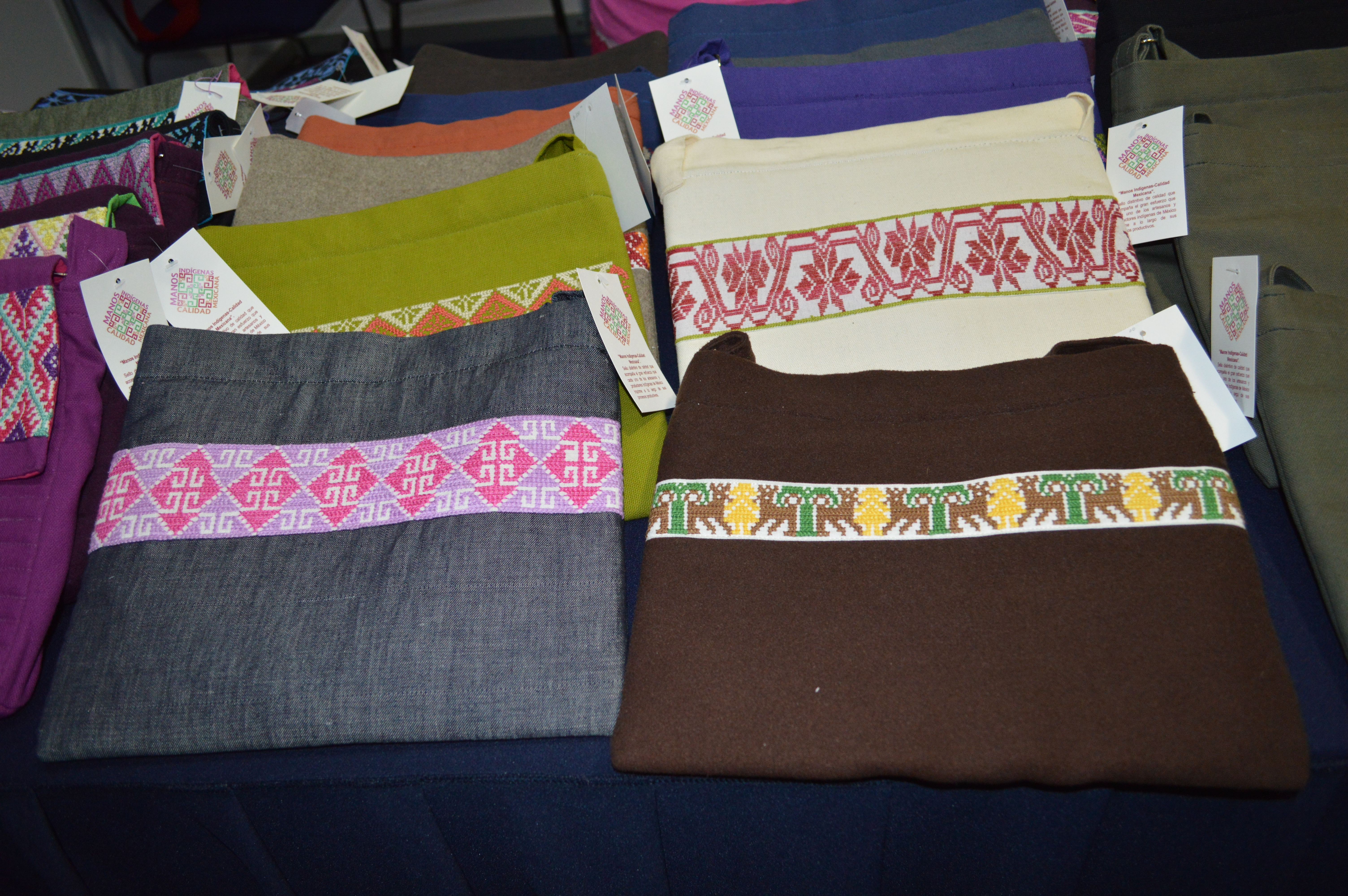
Chemises avec broderie Mazahua.

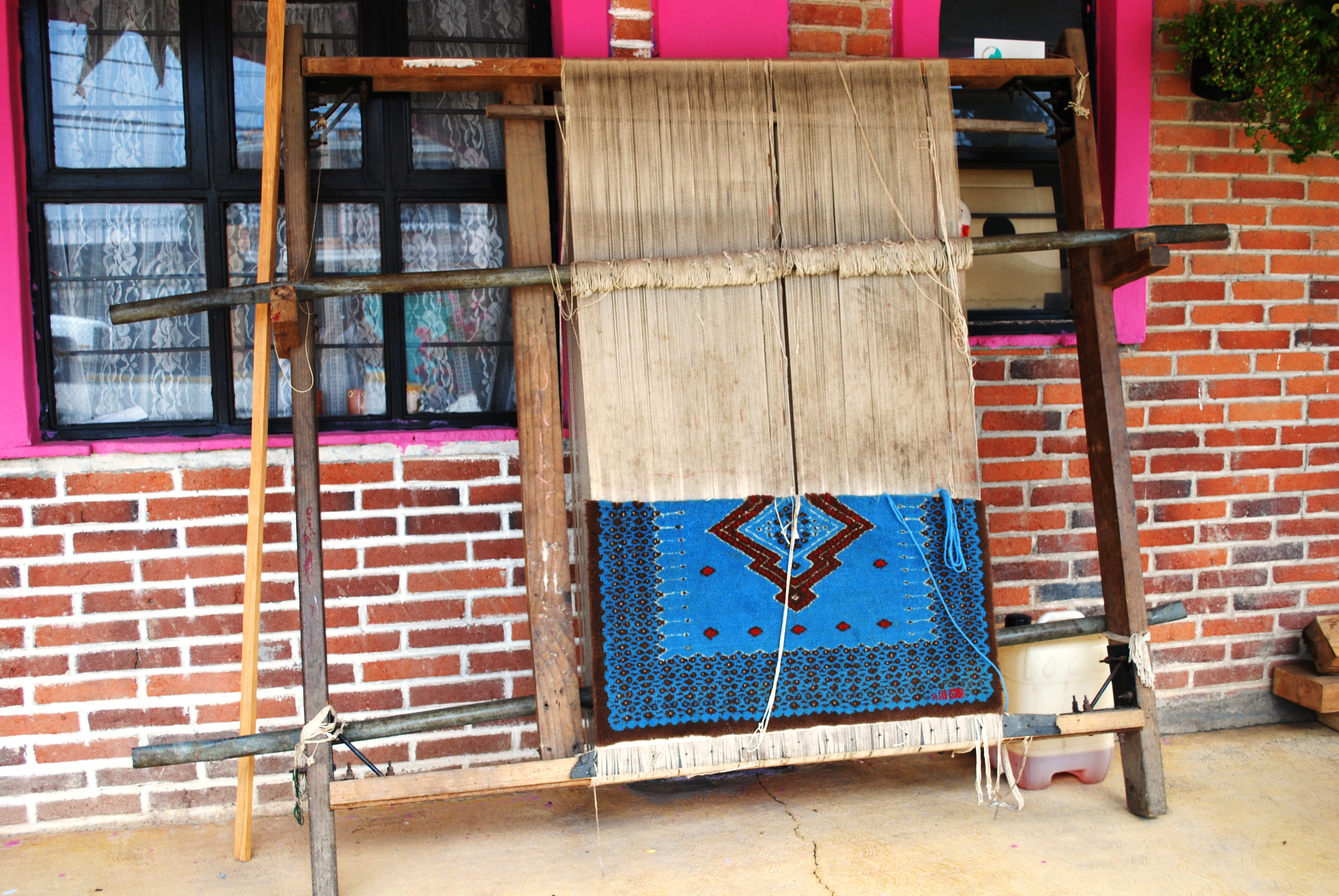
Tapis noué en cours à la coopérative de tapis de San Pedro Abajo, Temoaya.

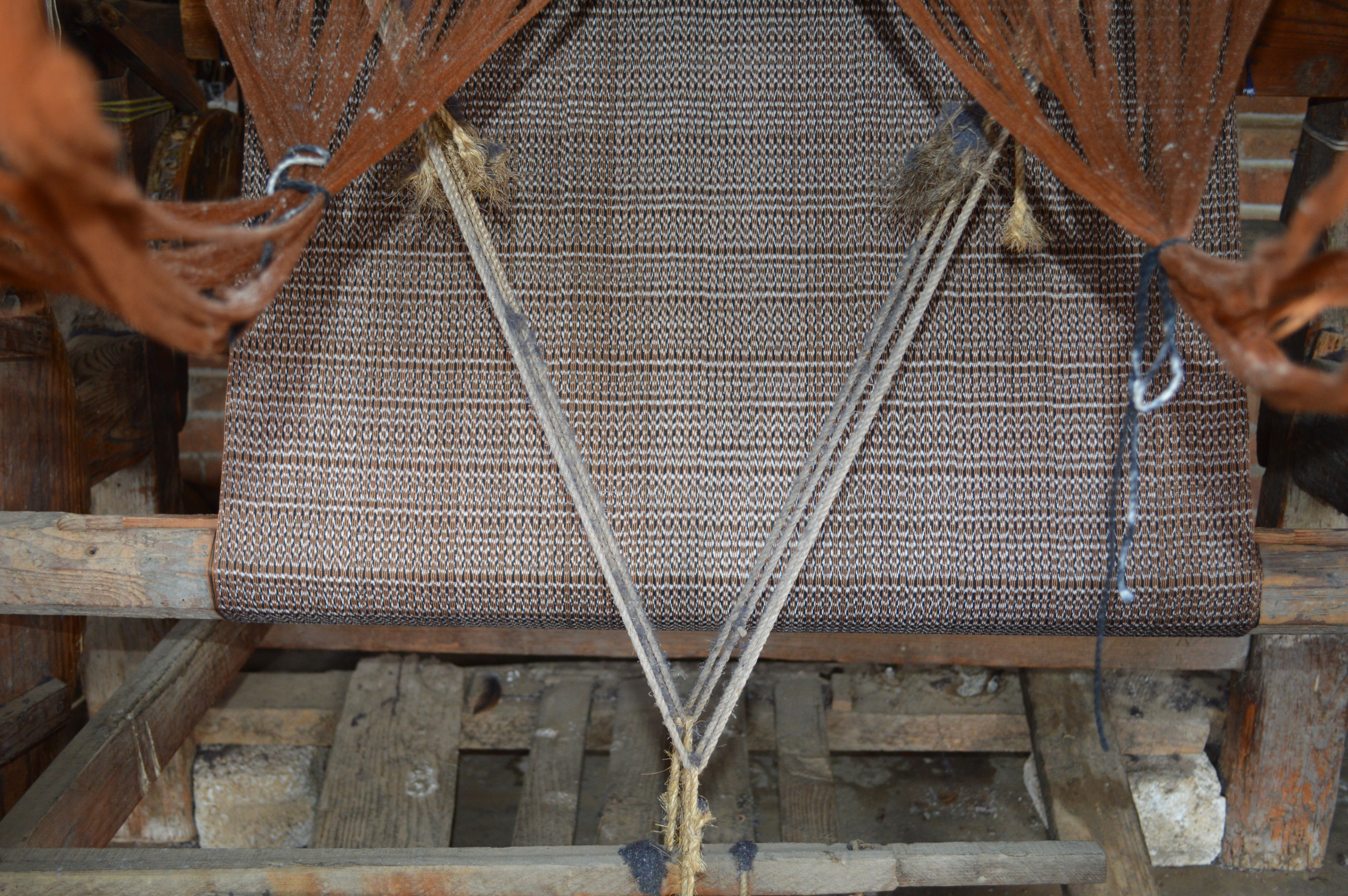
Rebozo style Calimaya sur métier à tisser à l'atelier Inocencio Balboa à Tenancingo.

La fabrication de textiles a une importance à la fois économique et culturelle. La plupart se fait dans des communautés autochtones telles que les Mazatèques, les Nahuas, les Mazahuas (en) et les Otomis, et les porteurs sont identifiés en tant que membres de ces communautés. Les Otomis et les Mazahuas sont particulièrement connus pour leurs broderies. Les villes réputées pour leurs textiles sont Jiquipilco, Tejupilco, Temascaltepec, Temoaya, Valle de Bravo, Zacazonapan, Toluca et Tenancingo. En général, des articles tels que serviettes de table, des nappes, des draps, des rideaux, des chemisiers, des tabliers, des ensembles pour la cuisine et la salle de bains, peuvent être trouvés. Deux vêtements traditionnels que l'on voit encore aujourd'hui sont le poncho comme le quechquemitl, et un vêtement traditionnel de type châle appelé rebozo. Dans l'État de Mexico, la plupart des pièces tissées sont en laine ou en coton/laine. Les textiles comprennent des pièces tissées à partir d'un mélange de coton et de laine, souvent ornées de motifs floraux et animaux multicolores disposés géométriquement sur le tissu. Les décorations avaient autrefois un symbolisme religieux, mais celui-ci a été perdu pour la plupart,,.
Le tissage peut se faire soit sur un métier à tisser à bande dorsale, principalement dans les communautés indigènes, soit sur des métiers à pédales à cadre en bois, introduits par les Espagnols à l'époque coloniale. Xonacatlán et Ameyalco sont deux communautés qui utilisent encore le métier à tisser à boucle arrière, avec des métiers à pédales utilisés dans des communautés telles que Coatepec Harinas, Chiconcuac, Texcoco, San Felipe del Progreso, Xonacatlán et Guadalupe Yancuictlalpan (en). Guadalupita, San Felipe del Progreso et Xonacatlan sont particulièrement connus pour la fabrication de sarapes de laine teinte naturellement de cette manière,.
Le rebozo est tissé dans des endroits tels que Jilotepec, Tejupilco, Calimaya et surtout Tenancingo. Le travail de confection des vêtements est généralement réparti entre plusieurs artisans, spécialisés dans un processus particulier : teinture (surtout si la méthode ikat est utilisée), tissage et nouage des franges. Les rebozos de Tenancingo sont fabriqués avec du fil de coton commercial et souvent liés avec la méthode ikat pour faire des dessins traditionnels avec des noms tels que arco de Granada, flor de haba, labor doble, llovizna, palacios, venados, ratoncitos et coyotes.
Guadalupita (nom raccourci de Guadalupe Yancuitlapan) est une petite ville connue pour la fabrication de vêtements en laine depuis plus de 200 ans. Le tissage est utilisé pour fabriquer des articles tels que des sarapes, des couvre-lits et des manteaux, tandis que les techniques de tricotage sont utilisées pour fabriquer des pulls, des casquettes, des gants, des bas et plus encore. Les plus traditionnels de ces textiles sont fabriqués à partir de la laine locale, teints, cardés et filés par l'artisan. Cependant, cet artisanat est en train de disparaître à mesure que la région s'industrialise et que les jeunes vont chercher du travail ailleurs, car la production textile est trop peu rémunérée.
Dans la ville Otomi de Temoaya, la fabrication de tapis noués de style oriental a été introduite en 1969 à l'initiative de la Banque du Mexique. Si la fabrication de ces tapis n'est pas originaire de la région, le savoir-faire autochtone en matière de textiles, notamment de nouage, se prêtait à l'artisanat. Ces tapis sont fabriqués avec des motifs d'époque indigène et coloniale, avec plus de 250 variantes selon les couleurs et les motifs. Ces tapis font en moyenne 140 000 nœuds par mètre carré, faits de laine vierge à 100 % sur des fils de coton, et prennent entre quinze et vingt jours pour compléter une pièce de soixante centimètres sur quatre-vingt-dix,.

### Bois

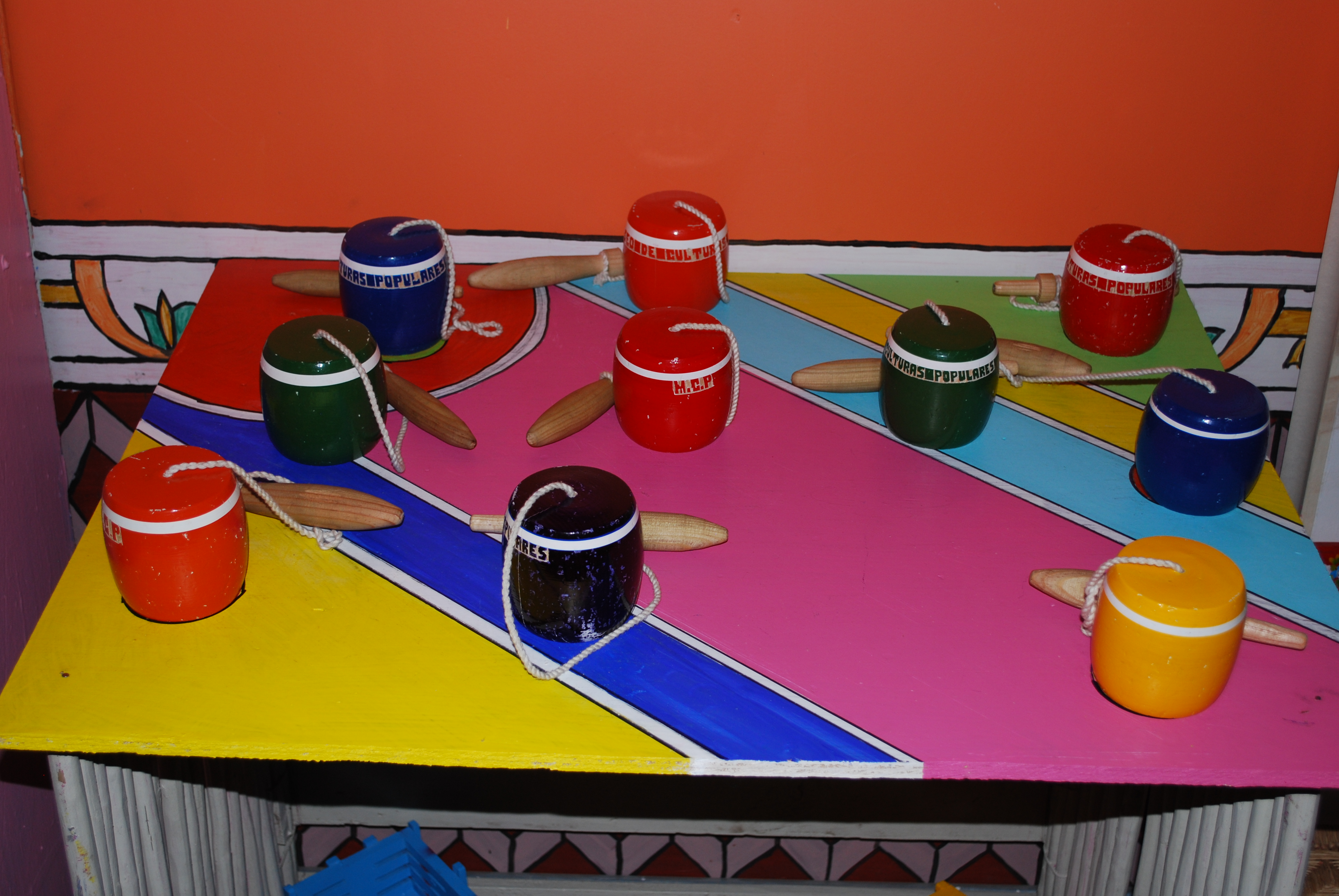
Jouets en bois au Museo de Culturas Populares.

Le bois est le plus souvent utilisé pour créer des meubles, aussi bien dans des designs traditionnels (surtout rustiques et coloniaux) que modernes. La communauté de San Pedro Tultepec, dans la municipalité de Lerma, est connue pour sa production de meubles artisanaux, allant du style rustique colonial au design européen moderne. Cette production a débuté à la fin des années 1980 et s'est étendue à plus de 100 ateliers, qui créent souvent des pièces sur commande. La plupart des pièces sont en pin, mais des meubles plus fins sont aussi fabriqués à partir d'autres bois, dont le cèdre. Ces ateliers sont une entreprise familiale dont les membres plus jeunes apprennent les uns des autres.
Une autre région connue pour les produits du bois est San Antonio la Isla, qui utilise souvent des matériaux locaux. Ici, des objets plus petits tels que des toupies, des bilboquets, des yoyos et des voitures-jouets sont fabriqués en bois, ainsi que des objets utilitaires et décoratifs pour la maison. C'est la principale activité économique de la municipalité, occupant environ soixante pour cent de la population
.

### Travail du métal
La métallurgie traditionnelle se trouve à Ecatepec, Naucalpan, Tecamac, Texcoco, Jiquipilco, Toluca et El Oro, où l'on travaille le cuivre, le laiton et l'étain ainsi que l'alliage plomb-étain. Ils sont principalement utilisés dans la fabrication d'objets décoratifs aux motifs rustiques,. La petite communauté de Cacalomacán (es), juste à l'extérieur de Toluca, travaille l'étain, le laiton et le cuivre selon les méthodes les plus traditionnelles. Ceci a été introduit par les Espagnols pour fabriquer des objets décoratifs et utilitaires. Aujourd'hui, il est surtout utilisé pour la première fois pour la fabrication de garde-corps, de balcons et de meubles. Dans l'État de Mexico, on trouve des forgerons de ce type dans diverses parties de l'état comme Chalco, Jocotitlan, Toluca, Valle de Bravo et Ecatepec,.
L'orfèvrerie est une activité importante pour l'état, avec le martelage et la technique du filigrane. Le travail le plus connu est fait par les Mazahuas (en), centré sur la ville de San Felipe del Progreso. Le produit principal est une sorte de boucle d'oreille en forme de cerceau lourd, avec des motifs de fleurs, de papillons et d'oiseaux, que l'on voit souvent sur les femmes mazahua car elles ont une signification culturelle. Les orfèvres de cette communauté ont remporté l'une de leurs premières reconnaissances internationales à l'Exposition universelle de l'argent en 1974, . En plus du Mazahua, Tejupilco produit des colliers de perles creuses en argent qui se terminent par un médaillon. L'argent est également travaillé à Naucalpan et Nezahualcóyotl pour fabriquer des cloches, des sculptures, des bijoux et plus encore.

### Feu d'artifice

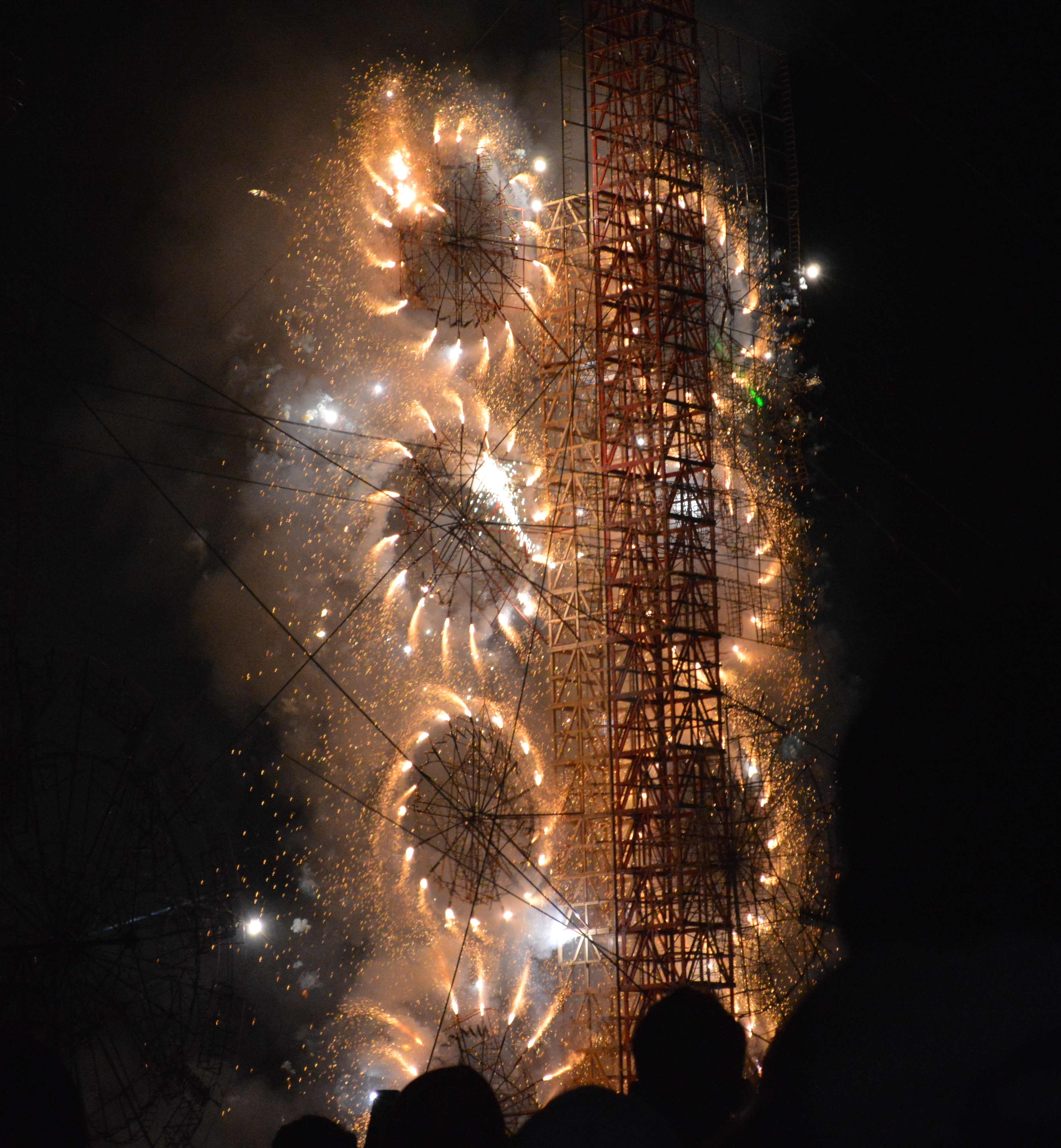
Feux d'artifice « castillo » au Festival national de la pyrotechnie à Tultepec.

La fabrication de feux d'artifice se distingue dans l'état, en particulier dans les municipalités de Tultepec, mais ils sont également produits à Almoloya de Juarez, Axapusco, Tianguistenco, Tenancingo, Tenango del Valle, Otumba, Capulhuác, Coyotepec, Tecámac et Texcoco. Une utilisation traditionnelle des pétards et des petites fusées est de les placer sur des cadres tels que des petits taureaux (toritos) ou de petites ou très grandes structures autoportantes appelées châteaux (castillos) et sur de grandes figurines en papier mâché représentant traditionnellement Judas Iscariote le samedi saint. Les feux d'artifice sont vendus toute l'année, utilisés pour de nombreuses célébrations telles que les fêtes patronales, mais la plus grande saison est celle de l'Indépendance,,.

### Autres artisanats

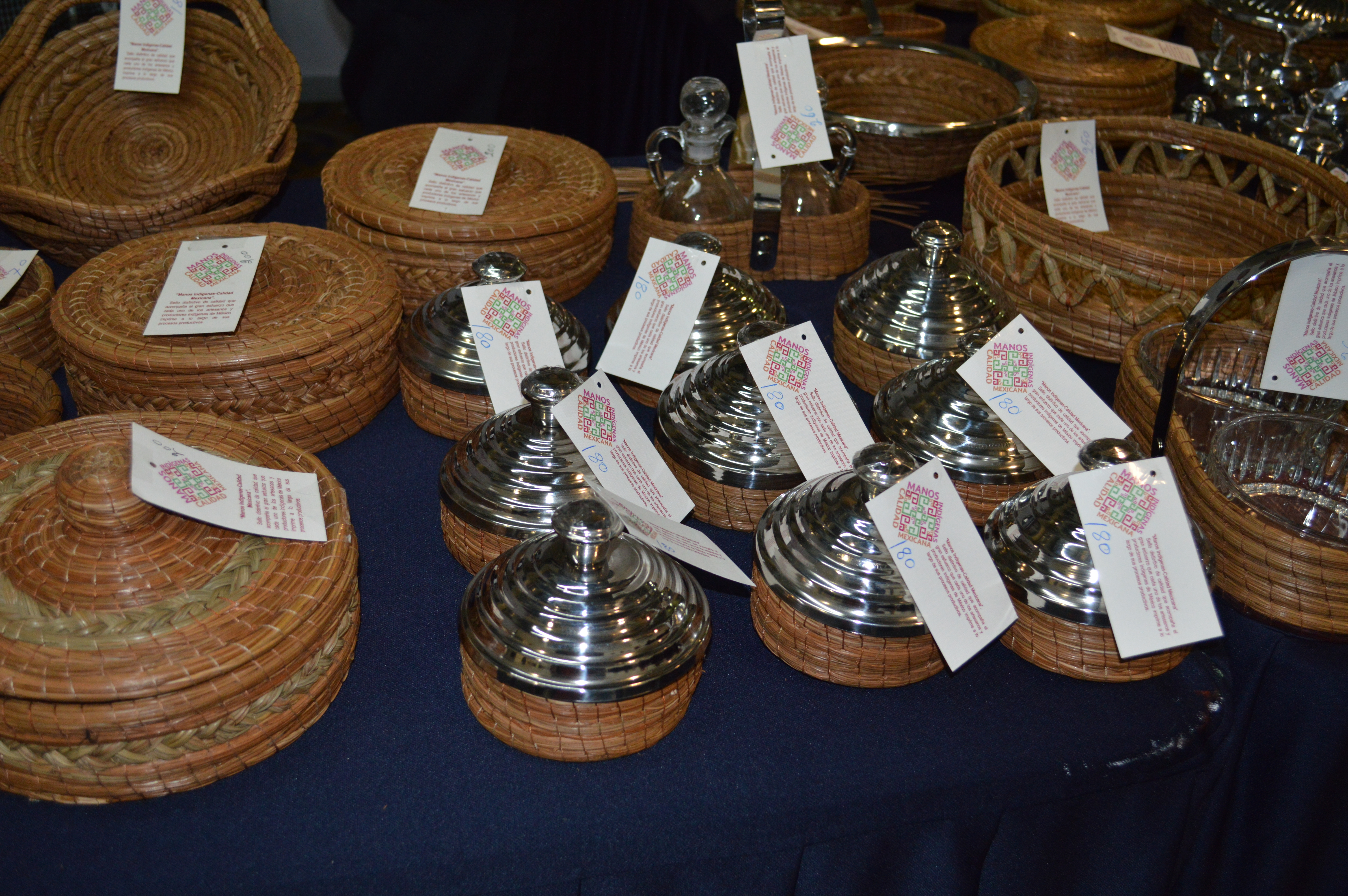
Panier fait avec de longues aiguilles de pin d'El Oro.

Le travail du verre se fait principalement par soufflage pour fabriquer des objets décoratifs, des cloches, des fleurs et plus encore. Texcoco est l'un des rares endroits au Mexique où il est produit selon les techniques traditionnelles et la division du travail. Une usine célèbre a été fondée par Antonio Derfingher en 1948. Né ici et descendant de souffleurs de verre, le maestro est mort depuis, mais l'usine survit encore en fabriquant des verres à pied, des verres à eau, des cendriers, des coupes à fruits, des vases à fleurs et plus encore.
Le grès est une pierre travaillée traditionnellement, au marteau et au burin, en l'état, l'un des principaux produits étant les pierres tombales. Celles-ci sont fabriqués dans différentes parties de l'état, mais surtout en Amecameca et Zacualpan. Ils en font aussi des figures religieuses et d'autres types de sculptures. Teotihuacan, San Martín de las Pirámides et San Francisco Mazapa sont connus pour leurs travaux sur l'obsidienne et l'onyx. À Chimalhuacan, Acambay et Toluca, la pierre volcanique brute est travaillée en molcajetes et metates, avec des sculptures, des colonnes, des fontaines, des figurines humaines et animales,,.
Les cires artisanales se concentrent principalement sur les bougies décoratives et parfumées. Les bougies décoratives sont celles entourées d'éléments décoratifs en cire sculptée, qui peuvent submerger la bougie elle-même. Ces éléments se déclinent dans une grande variété de formes et de couleurs, et les pièces sont créées pour des événements spéciaux, souvent religieux. Dans l'État de Mexico, ils sont principalement fabriqués à Amecameca, Tenango del Valle et Toluca,.
Les bonbons traditionnels sont encore faits à la main et façonnés à la main sous différentes formes, souvent pour les vacances. Ceux-ci sont généralement composées de fruits et de sucre ou d'une pâte de sucre pur. Certains éléments datent de la période préhispanique, mais la plupart sont d'origine européenne. Toluca est surtout connue pour ce travail, suivi par Amecameca, Ixtapan de la Sal, Ocoyoacacac, Villa Guerrero, Tenancingo, Malinalco et Zacualpan. La principale saison pour ces bonbons est le Jour des Morts (le 2 novembre), lorsque les crânes, les os et de nombreuses autres formes sont vendus, en particulier à la foire de l'alfeñique annuelle, consacrée à cet artisanat,.
On trouve des produits artisanaux à base de papier à Acolman, Metepec, Toluca, Huixquilcan, Nezahualcoyotl et Otumba. La fabrication du papier dans cette région remonte à la période préhispanique, où il était surtout utilisé pour la fabrication des codex. Aujourd'hui, le produit le plus courant est le papel picado (papier piqué à la lumière), où des trous sont découpés dans le papier crêpe pour faire des motifs et accrochés comme décoration pour des occasions spéciales.

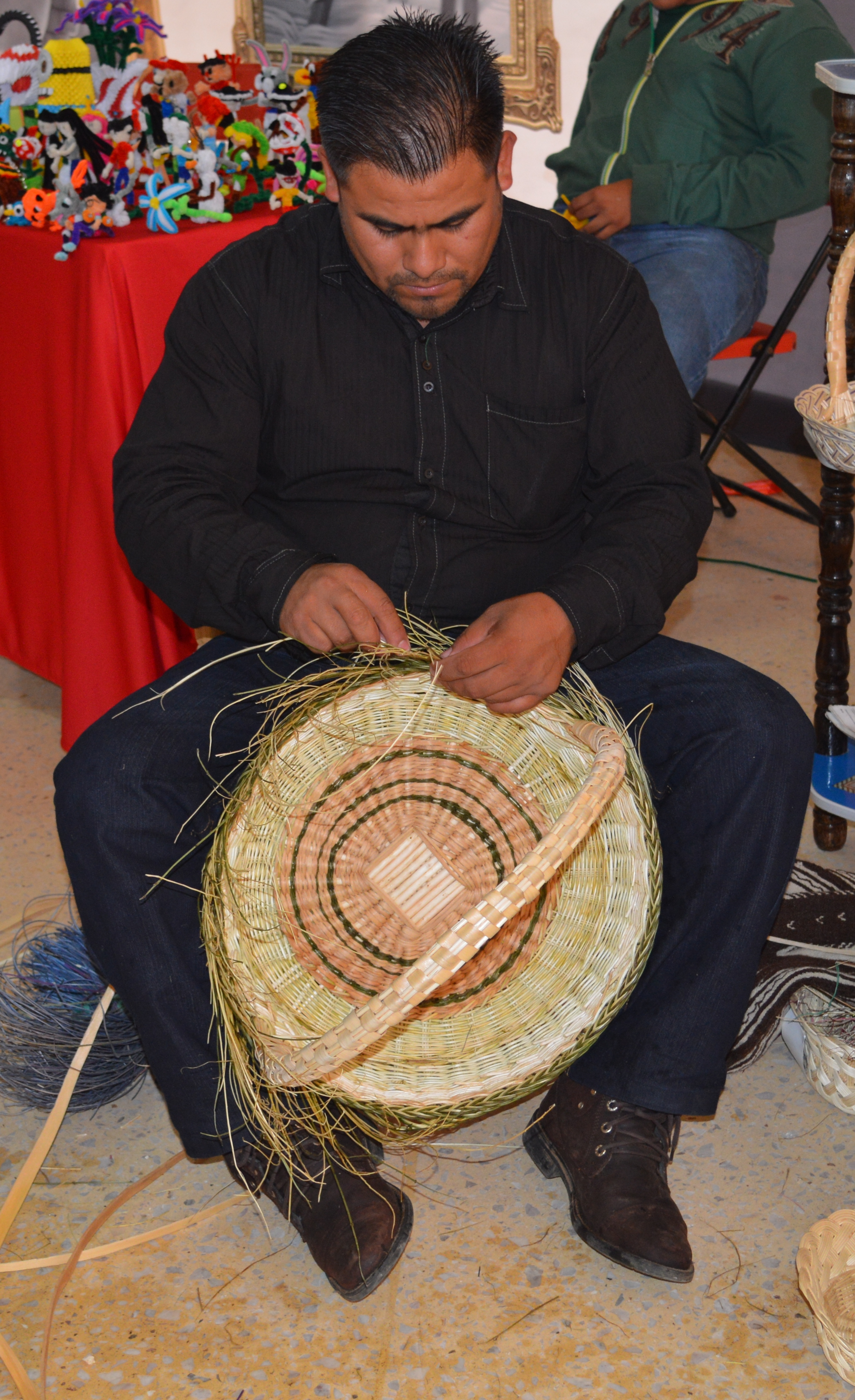
Membre de la famille d'Apolinar Hernandez Balcazar fabriquant un panier à la Feria de Rebozos à Tenancingo.

Les fibres végétales rigides comme les roseaux sont utilisées pour fabriquer des chapeaux, des nattes et plus encore, en plus des paniers pour le transport et le stockage. La plupart des artisans de ce type sont indigènes et se font le plus souvent à Jiquipilco, Temascalcingo, Tenancingo et Toluca (dans les quartiers de San Andres Cuexcontitlan et San Cristobal Huichochitlan), où ils produisent des garde-tortillas, des sacs et autres. L'utilisation de fibres teintes tissées en motifs est une technique décorative courante. La plupart des modèles sont transmis de génération en génération. Il y a aussi la vannerie d'Amanalco, Donato Guerra et El Oro, qui se distingue par ses ornements en céramique, laiton et verre à haute température,.
Le cuir est transformé en ceintures, en sacs, en vestes, en porte-documents, en coffres, en huaraches, en portefeuilles et d'autres articles, principalement utilitaires. Les pièces sont travaillées avec du cuir de vache, de porc, de mouton et de chèvre et comprennent souvent d'autres matériaux tels que du fil istle (piteado), des boutons en os et des fermoirs. Parmi les villes notées pour ce travail figurent Amatepec, Toluca, Coacalco, San Mateo Atenco, Mexicaltzingo, Tenango del Valle, Tejupilco, Sultepec et Villa del Carbón,.
La corne et l'os d'animal sont transformés en un certain nombre d'objets dans les municipalités de Rayón et San Antonio la Isla pour créer des peignes, des pinces à cheveux, des pièces d'échecs, des sifflets, des colliers, des boucles d'oreilles, des porte-clés et plus. Un élément très important est le bouton pour les costumes de charro, généralement en corne.
L'art du travail de la plume a presque disparu à cause de la surexploitation de la matière première. Cependant, il en existe encore à Ecatepec, La Paz, Rayón, San Martín de las Piramides, Teotihuacan, Tepotzotlan et Toluca.

## Histoire
L'artisanat de l'État de Mexico comprend ceux qui datent de la période préhispanique et qui conservent, au moins dans une certaine mesure, les techniques et l'esthétique de cette période. Après la Conquête, les Espagnols ont introduit de nouvelles techniques et de nouveaux styles dans l'artisanat existant et ont introduit des produits complètement nouveaux comme le verre soufflé.
Pendant la période préhispanique, les meilleurs fabricants de poterie de ce qui est aujourd'hui l'État de Mexico étaient les Matlatzincas (es), dont le travail était influencé par celui des Nahuas, produisant des urnes, des pots, des brûle-parfums, des tasses et des plats. Cependant, il n'était pas aussi brillant ou aussi fin que la poterie produite à Cholula ou Tenochtitlan, . Pendant la période coloniale, la poterie n'a pas disparu, comme certains autres métiers indigènes, mais a été radicalement modifiée. Des techniques européennes ont été introduites, comme l'émaillage, ainsi que des motifs décoratifs européens et orientaux.
Les Espagnols ont introduit le travail du laiton, du fer, de l'étain, du bronze et de l'acier. Pendant la période préhispanique, le travail des métaux fins tels que l'or et, dans une certaine mesure, l'argent, s'est développé pour devenir un bien de luxe pour l'élite. Pendant la période coloniale, il était interdit aux indigènes de travailler les métaux fins, mais cette interdiction a été levée au XVIIIe siècle, reconnaissant qu'elle était inefficace. Cependant, le travail clandestin de l'argent a permis de conserver les techniques et les dessins traditionnels.
La fabrication de paniers s'est développée près des rivières et des lacs où poussent les roseaux, comme les rives de la rivière Lerma. Cet artisanat demeure une activité presque entièrement autochtone.
Une grande partie de l'offre de main-d'œuvre de l'État colonial du Mexique jusqu'au XIXe siècle était axée sur la production dans et pour les diverses haciendas, y compris la production artisanale. À partir du XIXe siècle, avec l'essor de l'industrie moderne, la production artisanale a commencé à diminuer car les biens produits en série étaient moins chers et le travail en usine offrait de meilleurs salaires. Cette industrialisation de l'État se poursuit. En outre, la concurrence des produits asiatiques a encore réduit la production artisanale traditionnelle.

## Importance socio-économique
L'État abrite dix-sept traditions artisanales, reconnues et des artisans reconnus à l'échelle nationale et internationale. Cependant, la plupart des artisans travaillent dans l'anonymat et le travail de l'État a été peu étudié, à l'exception des textiles mazahuas et de l'arbre de vie. Ce dernier est reconnu internationalement avec des exemples dans des musées comme la Casa de las Americas à La Havane . Une série d'objets d'artisanat d'État, dont des arbres de vie, des bijoux, des paniers et plus encore, font partie de la collection des musées du Vatican.
L'artisanat de l'État de Mexico génère entre huit et dix millions de pesos de ventes annuelles,. Il y a 120 000 artisans, dont environ 25 000 sont enregistrés auprès de l'Instituto de Investigación y Fomento de las Artesanías. Seulement une centaine d'artisans ont de grandes entreprises,.
La plupart des ventes et de l'exposition de ces produits artisanaux se fait par l'intermédiaire de magasins parrainés par l'État appelé Casart, qui a huit succursales dans l'État de Mexico,, avec le magasin principal Casart à Toluca sur le Paseo Tollocan. Les ventes sont en consignation au prix dicté par l'artisan. Une autre institution importante est le Museo de Culturas Populares, qui fait partie du Centro cultural mexiquense, situé sur l'ancien site de la maison principale de La Pila Hacienda. Il abrite une collection d'artisanat d'état, dont un arbre de vie géant qui a été construit au musée en 1986.
D'autres efforts pour promouvoir ces objets artisanaux comprennent l'envoi d'une crèche en fer-blanc et en céramique ainsi que d'autres objets en cadeau au Pape en 2009. Plus tard, l'État a conclu un accord avec les musées du Vatican pour vendre des objets artisanaux d'État dans leurs magasins et autres à proximité. En 2013, l'artisanat a été envoyé à Laredo pour le Festival international des villes jumelées afin d'aider à ouvrir le marché américain, et en 2014, une exposition de l'artisanat de l'État a eu lieu au Sénat mexicain. L'État parraine un festival annuel d'artisanat appelé la Fiesta Artesanal Mexiquense, et en 2015, a créé le premier concours de fabrication de feux d'artifice appelé le Concurso de Artesanía Pirotécnica. L'État s'est également efforcé d'obtenir des traités pour permettre l'exportation de ses produits artisanaux vers des pays comme l'Espagne, le Portugal et la Chine.